# Вильминоре-ди-Скальве
Вильминоре-ди-Скальве (итал. Vilminore di Scalve) — коммуна в Италии, находится в регионе Ломбардия, подчиняется административному центру Бергамо.
Население составляет 1548 человек, плотность населения составляет 39 чел./км². Занимает площадь 104 км². Почтовый индекс — 24020. Телефонный код — 0346.
В коммуне 15 августа особо празднуется Успение Пресвятой Богородицы.